# Stenoxia albopunctata
Stenoxia albopunctata là một loài bướm đêm trong họ Noctuidae.